# تپ‌جت

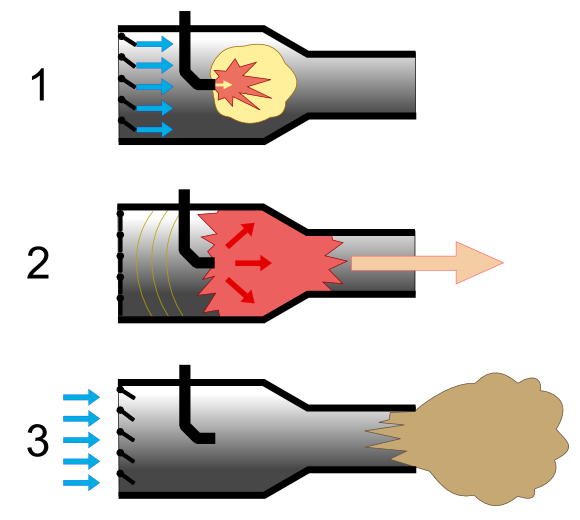
دیاگرام یک تپ‌جت

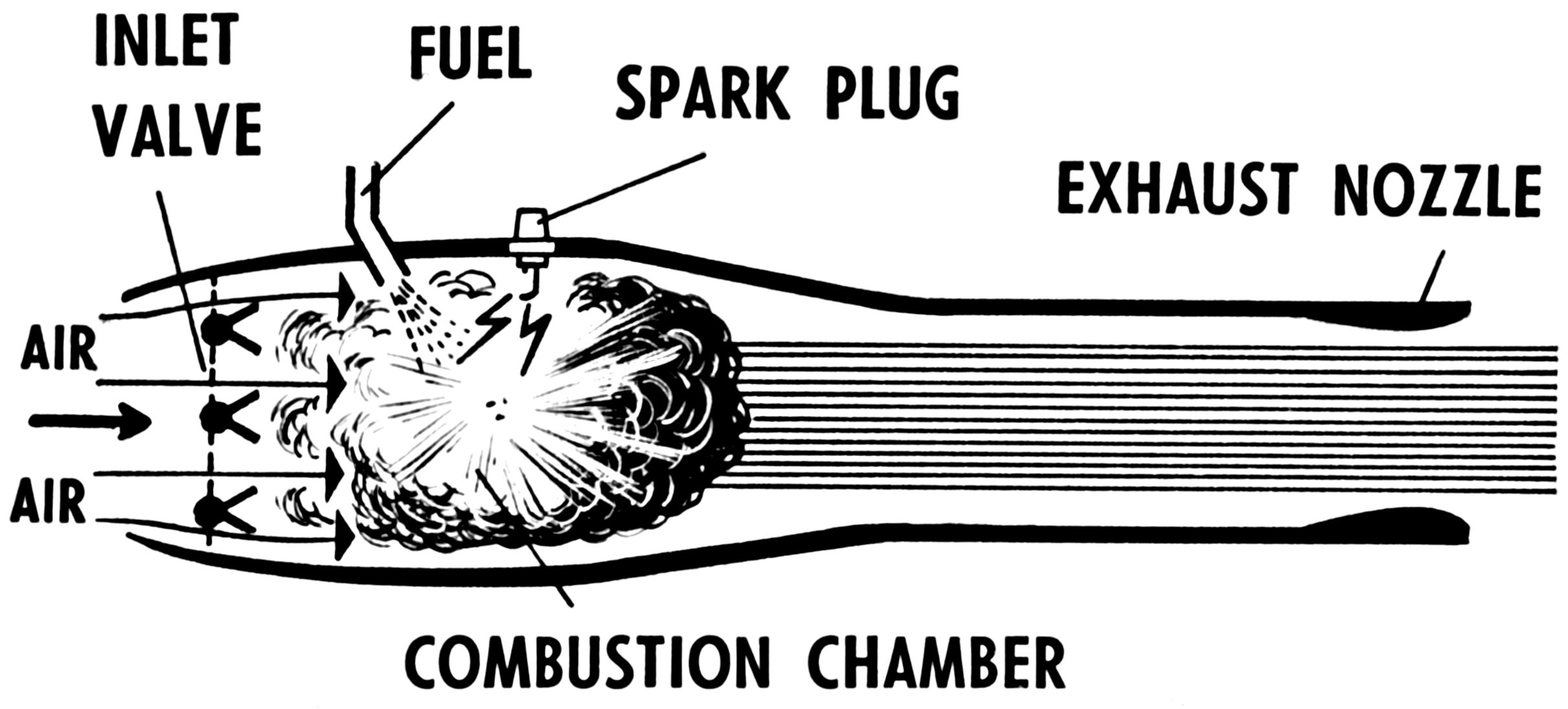
دیاگرام یک تپ‌جت

دیاگرام یک تپ‌جت

تپ‌جت (انگلیسی: Pulsejet) نوعی موتور جت هوادمشی است که در آن هوا به‌طور متناوب و ضربان گونه وارد محفظهٔ احتراق می‌شود و پس از درآمیختن با سوخت مشتعل می‌شود.